# Bao Thanh Thiên (phim truyền hình 2008)
Bao Thanh Thiên (2008), tên tiếng Trung: 包青天 là bộ phim truyền hình Trung Quốc đại lục, với sự tham gia của Kim Siêu Quần, Hà Gia Kính, và Phạm Hồng Hiên. Ba diễn viên lần đầu tiên thể hiện nhân vật tương ứng của họ trong bản năm Bao Thanh Thiên 1993 rất thành công của Đài Loan. Diễn viên Long Long cũng thể hiện lại vai Bát Hiền Vương như trong loạt phim năm 1993. Bộ phim do chính Kim Siêu Quần viết kịch bản.

## Nhân vật chính

### Khai Phong Phủ
- Kim Siêu Quần trong vai Bao Chửng - Bao Thanh Thiên
- Hà Gia Kính trong vai Nam Hiệp Triển Chiêu
- Phạm Hồng Hiên trong vai Công Tôn Sách
- Đinh Tiểu Long trong vai Vương Triều
- Phú Hoàng Giai trong vai Mã Hán
- Cao Tĩnh Nam trong vai Trương Long
- Ngô Hải Nhược trong vai Triệu Hổ

### Triều đình
- Cao Lượng trong vai Tống Nhân Tông
- Long Long trong vai Bát Vương gia
- Lưu Kim Toàn trong vai Vương Thừa tướng
- Tống Cảnh Xương trong vai Bàng Thái sư (Bàng Hồng)
- Cao Tử Từ trong vai Bàng Quý phi (Bàng Phụng)

## Các vụ án trong phim
| STT | STT | Tên vụ án (Tập)             | Tóm tắt vụ án |
| --- | --- | --------------------------- | --- |
|     | 1   | Đả Long bào (Tập 1-12)      | Lý Quý phi vốn là mẹ ruột của vua Nhân Tông nhưng phải chịu oan vì âm mưu Linh Miêu Tráo Chúa. Bà phải chịu bao hờn tủi, vừa mất con trai, vừa phải tha phương sống cuộc đời thường dân. 20 năm sau, Bao Chửng được giao nhiệm vụ điều tra kỳ án này. Với tài võ nghệ và khí phách anh hùng của Triển Chiêu cùng sự hỗ trợ của Ngũ thử Hãm Không Đảo, Bao Chửng đã giải oan cho Lý Phi, thẳng tay trị tội Lưu Thái hậu và Quách Hòe. Vua Nhân Tông vui mừng rước mẹ vào cung. Nào ngờ Lý Phi hạ lệnh bắt Bao Chửng phải xử vua Nhân Tông với tội danh bất hiếu. Nhưng xưa nay chưa có ai dám phạm thượng trị vua. Trước tình thế đó, Bao Chửng nghĩ ra cách “đả long bào” thay vua, giúp mẹ con được đoàn tụ. |
|     | 2   | Bạch Long Câu (Tập 13-24)   | Trên đường đến Thương Châu tra án, Triển Chiêu trượng nghĩa cứu Thẩm Điệp khỏi tay đạo tặc. Sau đó, Triển Chiêu phát hiện Thẩm Điệp mắc bệnh nan y nên đưa về nhờ Công Tôn Sách ra tay cứu chữa, rồi lưu lại dịch quán dưỡng thương. Triển Chiêu cùng Thẩm Điệp sáng tối gặp nhau, nảy sinh tình ý, hứa hẹn trăm năm. Tuy nhiên, anh của Thẩm Điệp là Thương Châu chỉ huy binh mã Thẩm Nhượng vì tật yêu ngựa mà thâm lạm quân lương. Triển Chiêu công tư lưỡng nan, cuối cùng đành dứt tình đi điều tra. Thẩm Nhượng bị xử tội, Triển Chiêu cùng Thẩm Điệp đau đớn chia tay. |
|     | 3   | Thông phán kiếp (Tập 25-35) | Thông Phán là chức quan thời Bắc Tống hoàng đế cử đến các châu để khảo sát và giám đốc những nơi này. Ngang hàng với Thông Phán chỉ có quan giám châu. Những người Thông phán trước đây được triều đình phái tới Đặng Châu nhậm chức điều bị sát hại không rõ nguyên do. Tân Đăng Châu thông phán Đường Chân là học trò của Bao Chửng. Cha của anh Đường Kỳ vốn là giám sát Ngự Sử đài và cũng là đồng nghiệp của Bao Chửng năm xưa. Nên Đường Chân được Bao Chửng tin tưởng và hạ lệnh cho Triển Vân (em gái Triển Chiêu) cùng anh tới Đặng Châu, sau đó Đường Chân đã điều tra ra được Tri châu Đăng Châu Trình Nguyên cấu kết với phú thương Lý Khôn làm nhiều chuyện tham ô phi pháp. Bao Chửng cùng mọi người còn điều tra được Lý Khôn cùng thuộc hạ làm tiền đồng giả, lấy tiền trang Tứ Hải che mắt thiên hạ. Biết sự việc sắp bại lộ, Lý Khôn sai thuộc hạ trong giới giang hồ của mình hãm hại Đường Chân và Bao Chửng. May được Triển Chiêu cảnh giác hóa giải được mọi thủ đoạn đen tối của chúng, phá được vụ án làm tổn hại đến tài chính của triều đình. |
|     | 4   | Hoàng Kim mộng (Tập 36-48)  | Trong một vùng núi thuộc tỉnh Thanh Châu có rất nhiều công nhân đang làm việc tại một khu mỏ dưới sự giám sát của quân lính. Thứ họ khai thác là vàng. Việc khai thác chính là của quan phủ. Bá tánh vô tội bị đày đi làm khổ sai đào vàng không có ngày về. Điền Thanh là con của một người thợ tìm kiếm mỏ quặng, khi cha anh tìm được địa điểm mỏ vàng thì bị sát hại nhằm che giấu tung tích mỏ vàng. Điền Thanh bị quân lính bịt kín mắt và dẫn tới khu khai thác vàng này làm khổ sai. Vì muốn báo thù cho cha và cứu những người công nhân ra khỏi nơi này, dưới sự giúp đỡ của mọi người, Điền Thanh trốn thoát và hướng về phủ Khai Phong kêu oan cho mọi người. Bao Chửng lệnh cho Triển Chiêu tới Thanh Châu dò la tình hình trước còn ông lấy cớ đến Thanh Châu thăm bạn cũ là Sài Vương gia. Sài Vương gia là người của tiền triều Hậu Thục Hoàng thất, Tống Thái tổ Triệu Khuôn Dẫn sau khi Trần Kiều binh biến lên làm vua, đã phong Thục đế Sài Tông Huấn làm Trịnh Vương, con cháu của ông cũng được hưởng vinh hoa phú quý. Bao Chửng điều tra biết được sự tình, người chủ mưu cấu kết với quan phủ lấy số vàng khai thác được chính là con trai của Sài Vương gia Sài Ngọc. Anh muốn dùng số vàng đó làm quân phí chờ thời cơ tạo phản để giành lại ngai vàng cho nhà họ anh. Bao Chửng rất đau lòng khi buộc phải xử trảm Sài Ngọc. |
|     | 5   | Trát Mỹ án (Tập 49-61)      | Trần Thế Mỹ xuất thân vốn là một thư sinh nghèo khó tại vùng Hồ Nam, có cha mẹ nghèo khó, anh ta kết hôn với Tần Hương Liên và có hai đứa con. Tần Hương Liên hết lòng dốc sức làm lụng cho Trần Thế Mỹ ăn học. Sau đó Trần Thế Mỹ lên kinh thi cử và đỗ trạng nguyên. Công chúa thấy Thế Mỹ sáng sủa và muốn kết hôn. Tân khoa trạng nguyên Trần Thế Mỹ tài học xuất chúng, được thái hậu thưởng thức và chiêu làm phò mã, cả nước cùng ăn mừng. Trần Thế Mỹ từ khi đỗ trạng nguyên nên được tung hô, tâng bốc và đã chán chường cảnh nghèo khổ nên muốn ruồng bỏ quá khứ, chối bỏ vợ con. Lúc này Tần Hương Liên dẫn hai người con lên kinh tìm chồng. Trước đó cha mẹ của Trần Thế Mỹ vì quá già yếu nghèo khó nên mất, trước khi mất biểu Tần Hương Liên lên tìm chồng để trở về quê. Thôn phụ Tần Hương Liên mang theo hai đứa con là Xuân Ca và Đông Muội vượt ngàn dặm đến kinh thành tìm chồng, vốn là phò mã nên Trần Thế Mỹ đã không nhận vợ con và sai người đuổi họ đi vì sợ tội "Trùng hôn" (đã kết hôn rồi lại kết hôn lần nữa khi chưa hủy hôn ước, nhất là dám lừa dối công chúa là chưa có vợ). Tần Hương Liên uất ức nên chặn kiệu của Bao Chửng đệ đơn kêu oan. Được sự giúp đỡ của Triển Chiêu, cô tới được công đường nhờ Bao Chửng phán xét. Trần Thế Mỹ biết chuyện liền phái thị vệ trong phủ Phò mã là Hàn Kỳ giết hại ba mẹ con để giết người diệt khẩu nhưng không thành. Hàn Kỳ cũng ăn năn những việc mình đã làm, mang đao đồng vốn là vật trong phủ Phò mã làm vật chứng để tố cáo tội ác của Trần Thế Mỹ. Bao Chửng triệu Trần Thế Mỹ tới công đường Khai Phong hỏi tội rồi kết án và cho đao phủ xử chém. Trần Thế Mỹ ỷ vào sự che chở của công chúa và thái hậu gây áp lực đòi tha hắn. Tuy nhiên, Bao Công cùng với các cộng sự của mình kiên quyết xử chém, thậm chí ông cùng với các cộng sự cởi mũ quan và đưa Trần Thế Mỹ lên Long đầu trảm xử chém. |

## Nhân vật phụ

### Vụ án Đả Long bào
- Ô Thiền Thiền trong vai Lý Quý phi
- Phó Nghị Vĩ trong vai Lưu Thái hậu
- Đường Chân Long trong vai Bạch Ngọc Đường
- Công Phương Minh trong vai Quách Hòe
- Lữ Dương trong vai Bàng Dục
- Trương Hân trong vai Lư Phương
- Tất Hấn Văn trong vai Hàn Chương
- Thạch Lỗi trong vai Từ Khánh
- Tất Nam trong vai Tưởng Bình

### Vụ án Bạch Long câu
- Quang Lễ Kiệt trong vai Thẩm Nhượng
- Khương Hoa trong vai Thẩm Điệp
- Cảnh Nam trong vai Lục Châu
- Từ Minh trong vai Lý Toàn
- Đàm Kiến Xương trong vai Vũ Tiến
- Vương Tấn vai Tôn Cường
- Long Đức trong vai Vương Bưu
- Vương Tuấn trong vai Tôn Cường
- Cao Chiến trong vai Âu Dương Xuân
- Trương Nhân Kiều trong vai Vương Báu

### Vụ án Thông phán kiếp
- Trần Hạo Dân trong vai Đường Chân
- Trịnh Gia Du trong vai Triển Vân
- Vương Chính Quyền trong vai Trình Nguyên
- Trình Dũng trong vai Chu Cương
- Huệ Kiến Quốc trong vai Trịnh Hoàng
- Trần Á Đông trong vai Hồ Phương
- Châu Ngọc Lai trong vai Lý Khôn
- Châu Tinh Hạo trong vai Vũ Trúc
- Quốc Vĩnh Chấn trong vai Điêu Tán
- Đặng Kiến Xương trong vai Nghiêm Đông
- Bạch Vân trong vai Đoàn Ngũ
- Thạch Tử Lương trong vai Hồ Phương

### Vụ án hoàng kim mộng
- Lưu Hạng Vũ trong vai Trương Xung
- Tôn Diệu Uy trong vai Sài Ngọc
- Trần Ngạn trong vai Mộ Dung Uyển Nhi
- Trương Quốc Đình trong vai Sài Vương gia
- Mao Kiên trong vai Sài Lộc
- Vương Thần trong vai Điền Thanh
- Cúc Ba trong vai Phạm Dĩnh
- Lỗ Sâm Bảo trong vai Quách Bắc
- Lạc Trình Chí trong vai Lưu Thông

### Vụ án Trát Mỹ án
- Trần Đình trong vai Tần Hương Liên
- Vương Hạo trong vai Trần Thế Mỹ
- Khương Hoa trong vai Lạc Bình Công Chúa
- Vương Bình trong vai Ngụy Minh
- Trình Dũng trong vai Hàn Kỳ